# Писсуто, Эухенио
Эухенио Писсуто Пуга (исп. Eugenio Pizzuto Puga; родился 13 мая 2002) — мексиканский футболист, полузащитник португальского клуба «Брага».

## Клубная карьера
В возрасте 12 лет стал игроком футбольной академии новозеландского клуба «Веллингтон Феникс». В 2017 году стал игроком мексиканского клуба «Пачука».
21 января 2020 года дебютировал в основном составе «Пачуки» в матче Кубка Мексики против «Венадоса». 25 января 2020 года дебютировал в чемпионате Мексики в матче против «Леона». Выйдя на замену на 59-й минуте, через девять минут нахождения на поле получил серьёзную травму (перелом малой берцовой кости с вывихом лодыжки).
1 августа 2020 года перешёл во французский клуб «Лилль».

## Карьера в сборной
В мае 2019 года в составе сборной Мексики до 17 лет выиграл юношеский чемпионат КОНКАКАФ. В ноябре 2019 года помог мексиканцам занять второе место на юношеском чемпионате мира, который прошёл в Бразилии, и получил «бронзовый мяч» (третье место в голосовании за звание лучшего игрока турнира).
В августе 2019 года Херардо Мартино вызвал игрока на тренировочный сбор первой сборной Мексики.

## Достижения
Сборная Мексики (до 17 лет)
- Победитель чемпионата КОНКАКАФ (до 17 лет): 2019
- Серебряный призёр чемпионата мира (до 17 лет): 2019

Личные достижения
- Член «команды турнира» чемпионата КОНКАКАФ (до 17 лет): 2019
- «Бронзовый мяч» чемпионата мира (до 17 лет): 2019